# Variabler Schönbock
Der Variable Schönbock oder Veränderlicher Scheibenbock, Rotgelber Scheibenbock  (Phymatodes testaceus) ist ein Käfer aus der Familie der Bockkäfer (Cerambycidae).

## Merkmale
Diese 8 bis 16 Millimeter langen Käfer variieren in ihrer Färbung stark. Ihre Flügeldecken können gelb bis braun, schwarz, schwarzblau, blau oder sogar violett sein. Die Schenkel ihrer Beine sind an der Basis gestielt und zur Spitze der Schenkel keulenförmig verdickt. Der Halsschild ist kugelig gewölbt und dunkel bis gelbrot oder rot. Der kleinere Poecilium lividum hat wegen des rötlichen Halsschildes und der blauschwarzen Flügeldecken eine gewisse Ähnlichkeit mit dem Variablen Schönbock.

## Taxonomie
In der Literatur findet man folgende Synonyme:
- Callidium italicus Gmelin, 1790
- Callidium ruficollis Fabricius, 1781
- Callidium testaceus Linnaeus, 1758
- Callidium violaceum Rossi, 1790

## Vorkommen
Die Art kommt in Europa vor, nicht jedoch im äußersten Norden. Auch in Klein- und Vorderasien, Kaukasus, Nordafrika und mittlerweile in Nordamerika ist er zu finden.

## Lebensweise
Er befällt in Laubwäldern vor allem Eichen aber auch Buchen, Hainbuchen und Obstbäume. Die Larven entwickeln sich in toten oder abgestorbenen Laubbäumen und fressen scharfrandige Fraßgänge unter der Rinde. Die Entwicklung bis zur Imago dauert ein bis zwei Jahre. Kommt auch oft in gelagertem Kaminholz bzw. Brennholz vor. Die Käfer verbergen sich am Tag unter der Rinde oder in Spalten und sind erst in den Abendstunden aktiv. Sie können von Juni bis Juli angetroffen werden.

## Schadbild

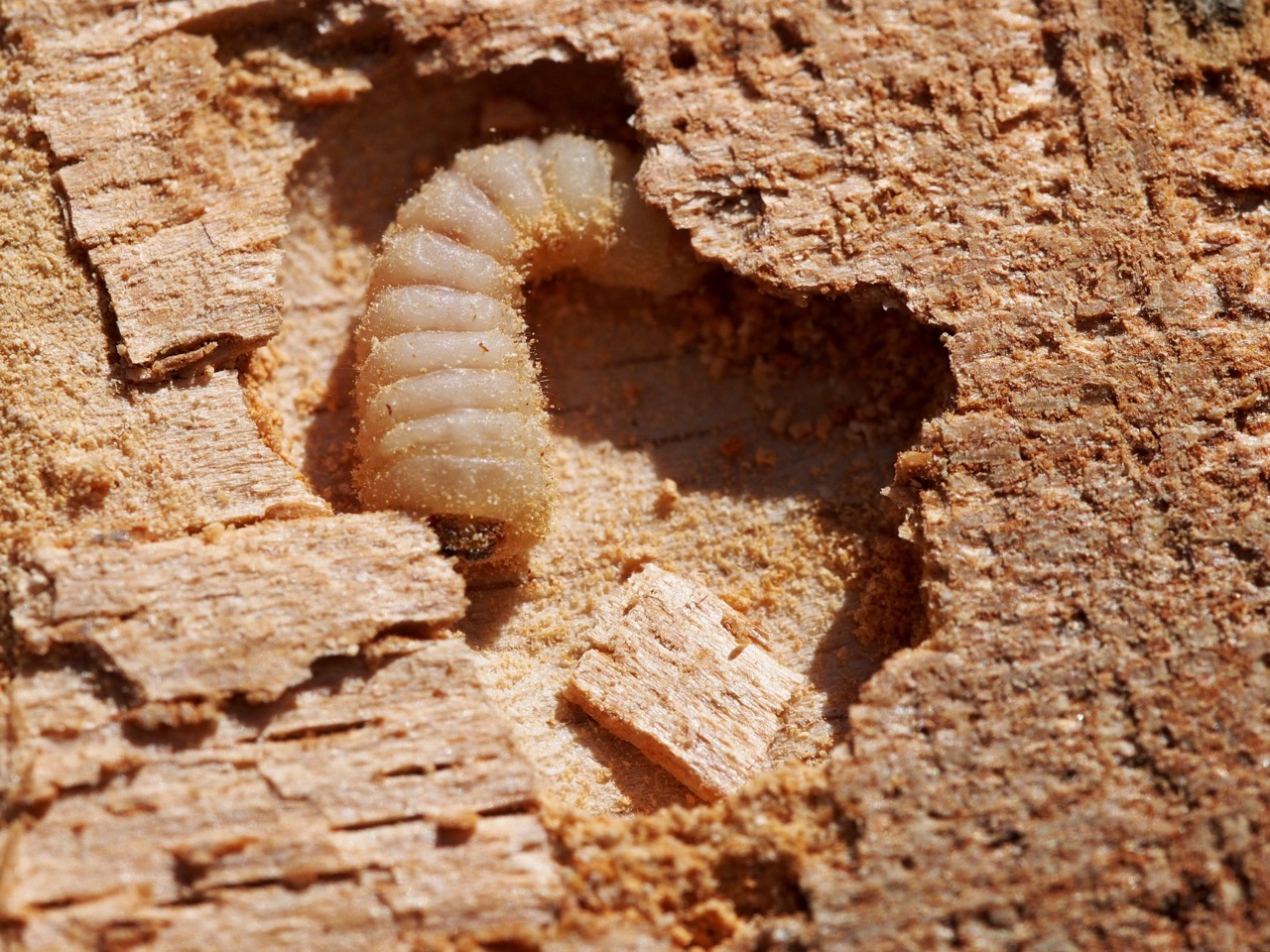
Larve des Variablen Schönbocks in Buchenholz

Die Larven bohren zahlreiche, breite Ernährungsgänge zwischen Bast und Splintholz. Zusätzlich wird am Ende der Larvalentwicklung eine etwa vier Zentimeter tiefe Puppenwiege in Form eines Hakenganges im Splintholz angelegt.

## Wirtschaftliche Bedeutung und Gefahren
Große Wertverluste an Eichenstämmen sind bei massenhaftem Auftreten möglich. Da der Befall auch in gelagertem Brennholz vorkommt, führt dies oft zu Irritationen von Hauseigentümern. Allerdings besteht die Gefahr des Übergreifens auf Bauholz nicht, da der Käfer auf berindetes Holz angewiesen ist.